# Marapanim (ort)
Marapanim är en ort i Brasilien.   Den ligger i kommunen Marapanim och delstaten Pará, i den nordöstra delen av landet, 1 700 km norr om huvudstaden Brasília. Marapanim ligger 10 meter över havet och antalet invånare är 10 236.
Terrängen runt Marapanim är mycket platt. En vik av havet är nära Marapanim österut. Närmaste större samhälle är Curuçá, 16,5 km väster om Marapanim.
Trakten runt Marapanim består huvudsakligen av våtmarker. Runt Marapanim är det ganska glesbefolkat, med 29 invånare per kvadratkilometer.